# マンチキン (料理)
マンチキン(英:Munchkin)は、フィリピンで作られる菓子。

## 概要
生地の中にマシュマロが入っている。一口大でボール型。
2020年に日本の都市部の路上で、COVID-19により仕事が得られずに困窮している留学生と称する外国人が販売している菓子がこれとされていた
なお、保健所に無許可でお菓子を製造・販売している場合、食品衛生法違反に該当し、3年以下の懲役または300万円以下の罰金の適用がなされる可能性があるため、注意が必要である。

## 作り方
ビスケットを砕き、コンデンスミルクと混ぜ、生地を作る。その後、マシュマロを生地で包み、ココナッツや砂糖をまぶす。